# Berlandiera lyrata

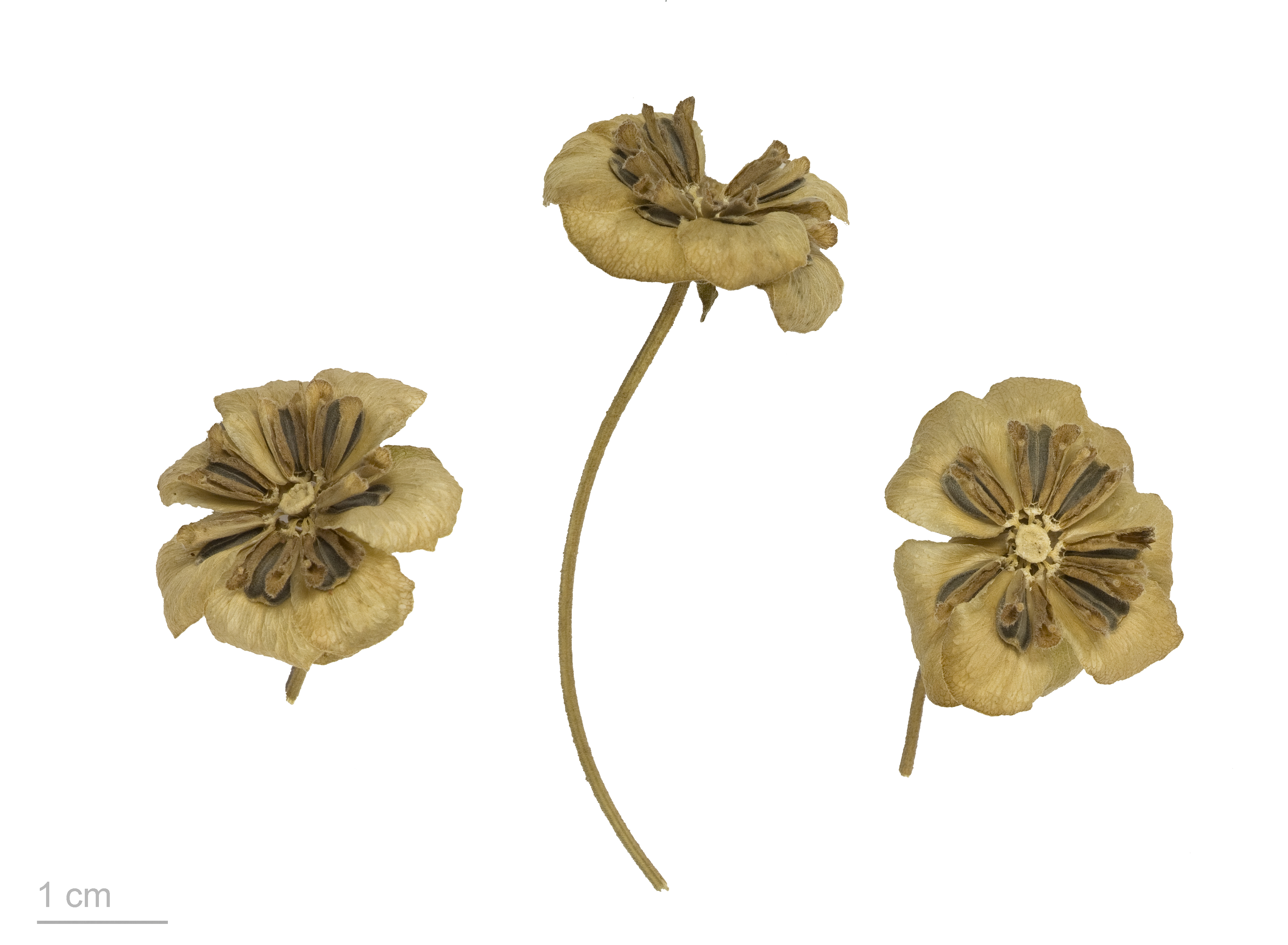
Berlandiera lyrata

Berlandiera lyrata là một loài thực vật có hoa trong họ Cúc. Loài này được Benth. mô tả khoa học đầu tiên năm 1839.